# Enrico Caviglia
Enrico Caviglia (Finale Ligure, 4 maggio 1862 – Finale Ligure, 22 marzo 1945) è stato un generale e politico italiano, maresciallo d'Italia per le imprese della prima guerra mondiale.

## Biografia
Sesto dei tredici figli di Pietro e di Antonietta Saccone, crebbe all'interno di una famiglia agiata e sviluppò una coscienza politica che coniugava le istanze socialiste con gli ideali patriottici di un risorgimento ritenuto non ancora compiuto. Il fratello Luigi partecipò ai moti di Milano del 1898 e riuscì a scampare all'arresto fuggendo in Svizzera dove frequentò i gruppi degli altri fuorusciti socialisti.

### Dall'Accademia Militare alla battaglia di Adua
Nel 1877 ottiene l'accesso al Collegio Militare di Milano, denominato oggi Scuola Militare "Teulié".
Entrò nell'Accademia militare di Torino nel 1880 uscendone col grado di sottotenente d'artiglieria tre anni dopo. Divenuto tenente, fu inviato in Eritrea dal 1888 al 1889. Al ritorno in Italia, nel 1890 frequentò per un biennio la Scuola di Guerra ottenendo il grado di capitano nel 1893 e facendo il suo ingresso nello stato maggiore dell'Esercito. Nuovamente spedito in Eritrea nel 1896, in occasione della campagna d'Africa Orientale prese parte alla battaglia di Adua. Scampato alla disfatta dell'esercito italiano, volle farsi mettere volontariamente sotto inchiesta per sventare qualsiasi insinuazione sul suo comportamento. Prosciolto da ogni addebito, non mancò tuttavia di esprimere alcune critiche sull'organizzazione dell'esercito: ordini precipitosi e male interpretati, attesa miracolistica dell'artiglieria, impreparazione delle truppe di base, votate a un sacrificio disperato.
Tornato in Italia, fu inviato a Catanzaro dove si interessò anche a problematiche sociali: denunciò la situazione disperata dei contadini e il progressivo degrado del territorio e si batté per la sistemazione dei corsi d'acqua, per la salvaguardia del patrimonio forestale e per la bonifica delle zone malariche.

### In Estremo Oriente
Il capo di stato maggiore Tancredi Saletta lo scelse nel 1903 come addetto militare straordinario presso Tokyo con il compito di seguire l'imminente guerra russo-giapponese e, una volta terminato il conflitto, lo assegnò in pianta stabile al ruolo di addetto militare a Tokyo e Pechino fino al 1911
Nel corso della sua permanenza in Asia, Caviglia venne nominato tenente colonnello ed aiutante onorario di campo del Re (1908) e sviluppò un grande interesse verso le civiltà locali, dedicando ad esse anche una produzione saggistica. Il ritorno in Italia fu caratterizzato da un'avventurosa traversata a cavallo dalla Cina al Mar Nero.

### La prima guerra mondiale

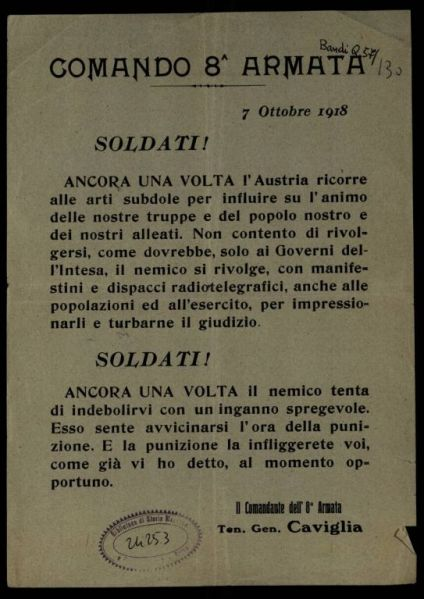
Volantino firmato da Caviglia nel 1918

Nel 1912 fu incaricato dal Ministero della guerra di condurre le trattative per lo sgombero delle truppe turche e la pacificazione di Arabi e Berberi alla fine della guerra italo-turca e successivamente entrò da vice direttore all'Istituto Geografico Militare di Firenze; nel 1914 diventò colonnello.
Nell'estate 1915, poco dopo lo scoppio della prima guerra mondiale, ottenne il grado di maggior generale. Gli fu assegnata la Brigata Bari, con la quale combatté sul Carso e in Trentino affrontando l'offensiva austriaca del 1916 e guadagnando la Croce di Cavaliere dell'Ordine Militare di Savoia. Anche in questo caso non mancò di denunciare i difetti delle teorie del generale Cadorna, che riteneva di vincere le difese austro-ungariche mandando allo scoperto le truppe italiane impreparate all'assalto contro linee solidissime, protette da trincee, reticolati e mitragliatrici. Nell'autunno 1915 fu costretto a lanciare i suoi uomini all'attacco, perdendo ben 6500 unità. Nei suoi diari scrisse: «Costretto a obbedire, non potendo impedire un così orribil sciupìo della vita dei miei soldati, (...) non ho mai sofferto tanto della stupidità della guerra che eravamo obbligati a fare». Il mancato conseguimento dei risultati, tuttavia, non venne attribuito alla conduzione degli alti comandi italiani, ma al disfattismo delle truppe di base.
Nel giugno del 1917, Caviglia  fu promosso generale di corpo d'armata per meriti di guerra e il mese successivo, al comando del XXIV Corpo d'armata, ottenne un'importante vittoria nella battaglia della Bainsizza, che però fu limitata negli effetti da problemi logistici. Nel corso della battaglia di Caporetto il suo reparto fu solo marginalmente interessato dall'attacco degli eserciti degli Imperi centrali. Caviglia riuscì ad evitare la cattura, oltre che delle proprie, anche di altre truppe tra cui tre divisioni precedentemente agli ordini di Pietro Badoglio, conducendole dall'Isonzo al Tagliamento e quindi sul Piave. Per il suo comportamento durante la ritirata e la precedente difesa proprio sull'Isonzo ricevette la medaglia d'argento al valor militare. Tuttavia lo stesso Badoglio, nel frattempo promosso sottocapo di stato maggiore dell'Esercito, sciolse il Corpo d'armata di Caviglia per ricostituire gli organici del proprio. Caviglia, nel suo libro intitolato La dodicesima battaglia: Caporetto criticò molto duramente questa ed altre decisioni prese da Badoglio.
Nel gennaio 1918 fu nominato membro supplente del Consiglio dell'Ordine Militare di Savoia e successivamente comandò l'artiglieria che, a partire dal giugno di quell'anno, combatté sull'altopiano di Asiago e in seguito sul Piave. Alla guida, ottenuta per meriti di guerra, dell'8ª Armata svolse un ruolo fondamentale nella risolutiva battaglia di Vittorio Veneto.
Conclusesi le ostilità re Giorgio V del Regno Unito lo ordinò commendatore dell'Ordine del Bagno ed acquisì il titolo di Sir.

### Il dopoguerra, Fiume e il fascismo
Nell'immediato dopoguerra (1919) Caviglia fu nominato senatore del Regno, ricoprì l'incarico di ministro della guerra nel primo governo Orlando e ricevette l'onorificenza di Cavaliere di Gran Croce dell'Ordine Militare di Savoia.
In conseguenza del protrarsi dell'occupazione iniziata il 12 settembre da parte di nazionalisti italiani guidati da Gabriele D'Annunzio della città di Fiume, l'allora presidente del Consiglio Francesco Saverio Nitti designò Caviglia, già comandante dell'8ª Armata, commissario straordinario per la Venezia Giulia subentrando in questa funzione a Badoglio.
Quando nel 1920 fece ritorno al governo Giovanni Giolitti e fu concluso il trattato di Rapallo, la successiva dichiarazione di guerra da parte dei legionari all'Italia ebbe come risposta prima un bombardamento e poi l'attacco della città da parte delle truppe agli ordini di Caviglia a partire dal 24 dicembre. Le operazioni si conclusero il 31 con la resa degli occupanti, e la concomitanza di scontri armati con le festività natalizie vide d'Annunzio definire quei giorni Natale di sangue.
Accusato dai nazionalisti per i fatti accaduti a Fiume, si difese affermando di non essere stato informato in maniera corretta da Giolitti sulle concessioni verso la Jugoslavia. Tale punto di vista verrà sviluppato nel suo libro Il conflitto di Fiume, la cui stampa sarà impedita dal regime fascista nel 1925 e che non avverrà che postuma, nel 1948, in una versione rimaneggiata dallo stesso generale.
Nei confronti del fascismo, dopo un'adesione sostanziale, ma priva di esplicite prese di posizione, dichiarò nel 1924 il ritiro del suo consenso non verso quelle da lui definite "le idee originali del fascismo", quanto sugli sviluppi seguenti e tale orientamento si concretizzò nella non conferma della fiducia al governo Mussolini.
Assieme ad altri generali, con l'eccezione di Badoglio, Caviglia si allontanò allora dalla scena politica.
Nel 1926 Mussolini gli conferì il grado di maresciallo d'Italia e nel 1930 il re Vittorio Emanuele III lo investì Cavaliere dell'Ordine Supremo della Santissima Annunziata. L'ultimo incarico ricevuto fu un'ispezione sulle Alpi nel 1939.

### Caduta del fascismo, armistizio e gli ultimi giorni

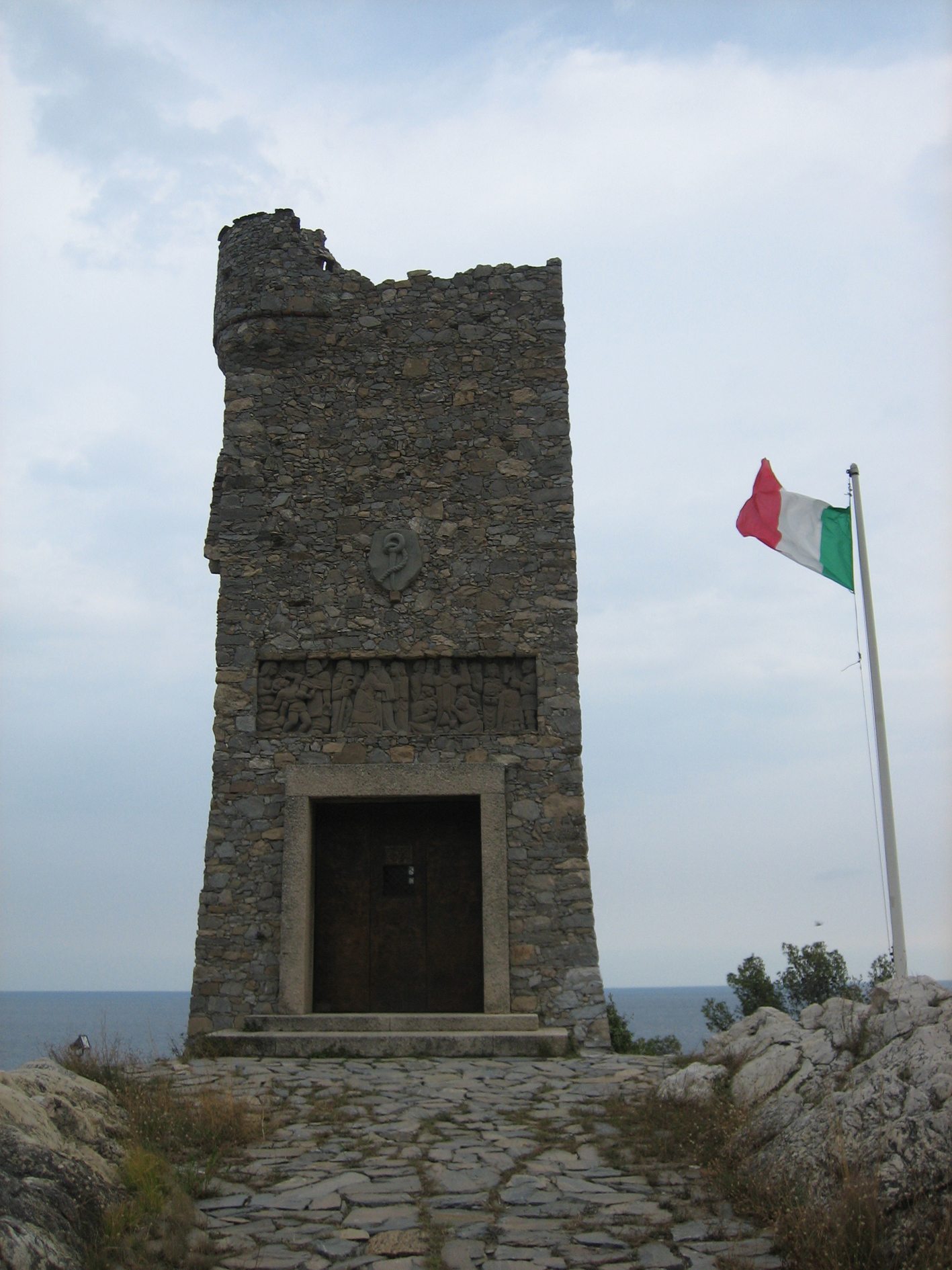
Mausoleo di Enrico Caviglia a capo San Donato, Finale Ligure.

Nelle intenzioni di Dino Grandi, alla vigilia del 25 luglio, il maresciallo Caviglia era la persona più indicata per succedere a Mussolini nella carica di capo del governo. Come noto Vittorio Emanuele III affidò invece l'incarico al maresciallo Badoglio.
Alla vigilia dell'armistizio, secondo quanto affermato nel Diario,  Caviglia giunse nella capitale per "affari privati" la mattina dell'8 e chiese al generale Campanari di ottenere udienza presso il re, che chiese, se non si fosse trattato di questioni urgenti, di fissare l'udienza al giorno 9. Alle ore nove della data prevista per l'incontro fu Campanari stesso a contattare Caviglia avvisandolo di aver trovato il Quirinale abbandonato e lo invitò a incontrarsi nella piazza antistante.
A tale incontro prese parte anche il generale Vittorio Sogno, che informò gli altri dei fatti seguiti alla resa pubblica dell'armistizio di Cassibile e con loro si diresse all'edificio del Ministero della guerra, dove assieme al ministro titolare del dicastero Antonio Sorice tentarono di mettersi in comunicazione con il Re per ottenerne l'assenso ad una temporanea assunzione del ruolo di capo del governo e delle forze militari da parte di Caviglia. Benché una risposta positiva fosse stata regolarmente inviata da Vittorio Emanuele III, in quel momento a bordo dell'incrociatore Scipione l'Africano, nessun messaggio pervenne a Caviglia.
Nonostante fossero iniziati già scontri tra reparti italiani e tedeschi, le grandi difficoltà organizzative e quelle prospettatesi nella possibilità di difendere Roma condussero Caviglia ad accettare l'ultimatum imposto da Albert Kesselring il 10 settembre 1943 che dispose il disarmo delle truppe e la dichiarazione della capitale come città aperta. Celebri le parole usate da Caviglia a colloquio col feldmaresciallo tedesco, il 13 settembre: «Voi vedete com'è ridotta l'Italia: come Cristo alla colonna. Su di essa tutti possono sputare o schiaffeggiarla e batterla».
Quando si costituì la Repubblica Sociale Italiana, Mussolini pensò di nominarlo capo dell'esercito repubblicano ma Pavolini e Buffarini Guidi gli fecero notare che era troppo anziano per un incarico così gravoso ed il duce cambiò rapidamente idea. 
Caviglia si ritirò definitivamente a Finale Ligure nella sua villa chiamata Vittorio Veneto, dove morì poco prima di un mese dalla fine dei combattimenti e fu sepolto nella basilica di San Giovanni Battista in Finale Ligure Marina. La salma fu poi traslata nel 1952 nella torre di capo San Donato (in cui è sepolta anche la figlia), alla presenza di Luigi Einaudi, presidente della Repubblica, e di Vittorio Emanuele Orlando.

## Opere
- La dodicesima battaglia
- La battaglia della Bainsizza
- Le tre battaglie del Piave
- I dittatori, le guerre e il piccolo re. Diario 1925-1945
- Vittorio Veneto
- Il Segreto della Pace. Guerra Russo Giapponese.